# سعود الخیبری
سعود الخیبری (انگلیسی: Saod Al-Kaebari؛ زادهٔ ۱۲ اوت ۱۹۸۰) یک ورزشکار اهل عربستان سعودی است.
از باشگاه‌هایی که در آن بازی کرده‌است می‌توان به باشگاه فوتبال الاهلی عربستان سعودی، باشگاه فوتبال الحزم عربستان سعودی، باشگاه فوتبال الاتفاق عربستان سعودی، باشگاه فوتبال التعاون عربستان سعودی، و تیم ملی فوتبال عربستان سعودی اشاره کرد.
وی همچنین در تیم ملی فوتبال عربستان سعودی بازی کرده است.